# 坊之岬海戰

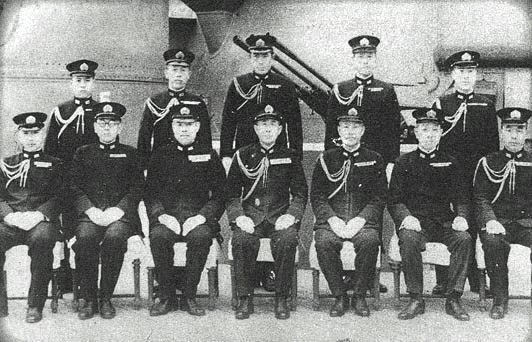
大和號指揮官。1945年4月5日拍攝
前列左起第3人為伊藤整一中將。右起第三人為第二艦隊参謀長森下信衛少將。

坊之岬海戰（日语：坊ノ岬沖海戦，1945年4月7日）是二戰末期日本海軍發動的最後一次大型海戰。大和號戰艦加上護衛艦共11艘作為水上特攻部隊，與美国海军的快速航母特遣艦隊的艦載機展開战斗。最後包括大和號在内共6艘軍艦被擊沉。殘存五艘驅逐艦一艘重創，四艘僅有輕微損傷，回到日本。

## 背景
太平洋戰争末期，1945年春天，日本聯合艦隊已喪失了大部分主力艦艇。自大和號以下，残存的艦隻因為燃料不足無法行動，皆滯留於廣島縣吳市軍港。因為當時計劃優先生產特攻兵器海龍和震洋，大型軍艦的修理被迫推遲。針對這個方案，海軍中將伊藤整一提出了優先修理軍艦的方針，從而和海軍次官井上成美對立。最後，按照伊藤的要求，戰艦「大和」和「榛名」在吳工廠、「長門」在横須賀進行修理。
3月末，美國和英國的艦隊聚集在了沖繩海域，聯合軍開始籌劃沖繩諸島的進攻計劃，進行登陸日本的最後階段。日軍為阻止盟軍登陸日本本土，發動沖繩防衛戰天一號作戰，作為菊水特攻作戰的一部分，以大和號為中心的艦隊应向沖繩海进擊。
3月17日，日本聯合艦隊命令包含戰艦「大和」在內的第一遊擊部隊進行出擊準備，以配合航空攻擊，並將這個作戰命名為「天一號作戰」。
作戰計劃由聯合艦隊司令長官豐田副武大將立案，大和號與其艦隊向沖繩本島突入，抵達沖繩後當作固定砲台作為海岸炮進行砲擊，彈藥用完後船員再轉為陸戰隊與盟軍作戰，是一个完全不考慮成員生還可能的计划。計劃原先預定投入大和號與長門號，但由於位置（長門當時停泊於橫須賀）及燃料的問題，最後僅派出大和號。大和號出擊所消耗的燃料過於龐大，在日本資源已消耗殆盡的情況下，發起本作戰實為困難重重，原訂僅攜帶單程燃油。但基於先前由北號作戰所帶回日本本土的燃油，補給部門又把德山基地儲油槽底部的剩油（需靠人工進入槽內以手動抽出，故通常不計入儲存量統計中）提供給艦隊，各艦所攜帶的燃油超過單程所需。。
3月29日，大和號由吳出航往德山附近海域待機。日軍清楚由於美軍已取得制空權，無飛機保護的水上部隊進行作戰必然失敗，第2艦隊司令長官伊藤整一中將直至最後依然反對作戰。4月5日聯合艦隊参謀長草鹿龍之介中將乘坐水上飛機飛來，以「希望（大和）能成为一亿总特攻的先锋（一億特攻の魁となって頂きたい）」說服了伊藤中將。
4月1日，盟軍開始登陸沖繩。日軍決定於4月6日發動菊水作戰，沖繩的海軍陸戰隊主張打持久戰，而內地的大本營則傾向於包括航空特攻和海上特攻在內的總攻擊，雙方的意見發生了分歧。第二水雷戰隊司令部在認定美軍具有優勢的前提下，制定了作戰方針，讓可以登陸的兵器彈藥人員悉數登陸，作為陸上防衛兵力，餘下的分配到水上炮臺。
4月3日，第二水雷戰隊司令部將方針上報到聯合艦隊司令部，但未被伊藤中将所採納。包括戰艦「大和」在內的第二艦隊，最終在司令長官豊田副武的指揮下被確立為水上特攻作戰。軍令部次長小澤治三郎在得知了這個計劃后，以「積極作戰是好事，但是現在這已經不能算是作戰了」為由，勸聯合艦隊再做商榷，但最終沒有成功。

## 兩軍戰力

### 日軍
日軍主要為由第2艦隊編成的第1游擊部隊，游擊部隊總兵力共計4329名，平均年齡27歲。
- 主力部隊
  - 第1游擊部隊（司令長官：伊藤整一中將、参謀長：森下信衛（日语：森下信衛）少將）
    - 戰艦大和（艦長：有賀幸作大佐、副長：能村次郎大佐、砲術長：黑田吉郎中佐）：沉没。戰死3,063、戰傷117名。

  - 第2水雷戰隊（司令官：古村啓藏（日语：古村啓蔵）少將）
    - 輕巡洋艦矢矧（艦長：原為一大佐）：沉没。戰死446、戰傷133名。
    - 第41驅逐隊（司令：吉田正義大佐）
      - 冬月（艦長：山名寛雄中佐）：返航。戰死12、戰傷12名。
      - 涼月（艦長：平山敏夫中佐）：重創後返航。戰死57、戰傷34名。

    - 第17驅逐隊（司令：新谷喜一大佐）
      - 磯風（艦長：前田實穗中佐）：機艙被一枚近失彈炸開一個洞，洞口大量進水，使其無法航行。2更時分，返航中的雪風獲令對其進行雷擊處置，隨後沉沒。戰死20、戰傷54名。
      - 濱風（艦長：前川万衛中佐）：被大黃蜂號航空母艦的魚雷炸成兩截。戰死100、戰傷45名。
      - 雪風（艦長：寺内正道中佐）：安全返航。戰死3、戰傷15名。返航後在艙內發現一枚未爆火箭彈。

    - 第21驅逐隊（司令：小滝久雄大佐）
      - 朝霜（艦長：杉原与四郎中佐）：行動時因發動機故障而脫離主隊，正午後就斷訊了。於第一波攻擊前被擊沉。隊司令及艦長以下326人全員戰死。
      - 初霜（艦長：酒匂雅三少佐）：返航。戰傷2名。
      - 霞（艦長：松本正平少佐）：無法航行，自沉。戰死17、戰傷47名。
      - 響（艦長：福島栄吉中佐）：返航。戰死2、戰傷10名。
- 對潛掃討隊(護送到德山市後折返)
  - 第31戰隊（司令官：鶴岡信道少將）
    - 花月（旗艦）（艦長：東日出夫中佐）:幾乎無傷
    - 第43驅逐隊（司令：作間英邇大佐）
      - 榧（艦長：岩淵悟郎少佐）:同花月
      - 槙（艦長：石塚栄少佐）:同花月

### 美軍
- 第58特遣艦隊（司令：马克·米切尔中將）
  - 航空母舰11艘
    - 大黄蜂号（CV-12）
    - 本宁顿号（CV-20）
    - 贝劳伍德号（CVL-24）
    - 圣哈辛托号（CVL-30）
    - 埃塞克斯号（CV-9）
    - 邦克山号（CV-17）
    - 汉考克号（CV-19）
    - 巴丹号（CVL-29）
    - 无畏号（CV-11）
    - 约克城号（CV-10）
    - 兰利号（CVL-27）

  - 战列舰6艘
    - 马萨诸塞号（BB-59）
    - 印第安纳号（BB-58）
    - 新泽西号（BB-62）
    - 南达科他号（BB-57）
    - 威斯康星号（BB-64）
    - 密苏里号（BB-63）

  - 其他支援艦艇
    - 关岛号（英语：USS Guam (CB-2)）、阿拉斯加号（英语：USS Alaska (CB-1)）大型巡洋舰
    - 9艘輕巡洋艦
    - 大量驅逐艦（30艘以上）

  - 航母艦載機386架

## 戰鬥

### 出擊

坊之岬海戰，日本艦隊與美軍艦載機部隊的路線

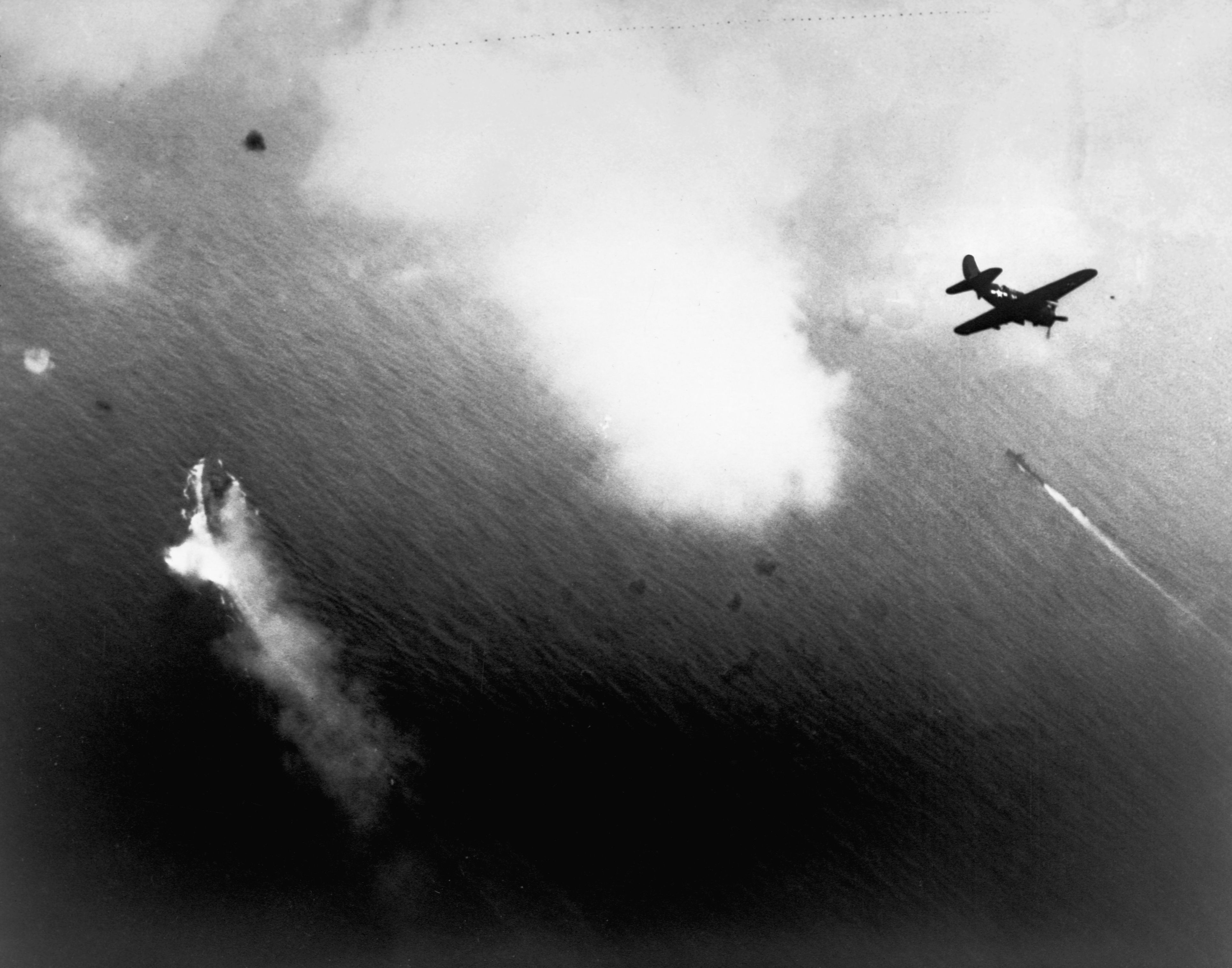
美軍艦載機部隊對大和（中央左）作出攻擊

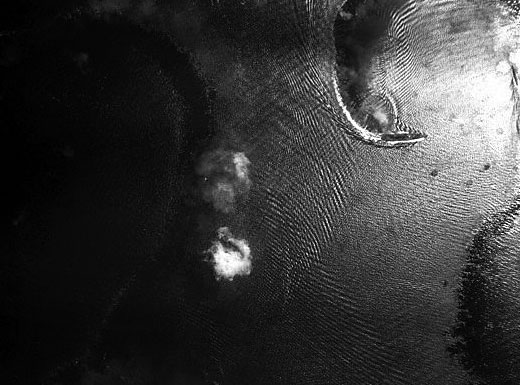
大和（右上）的回避運動

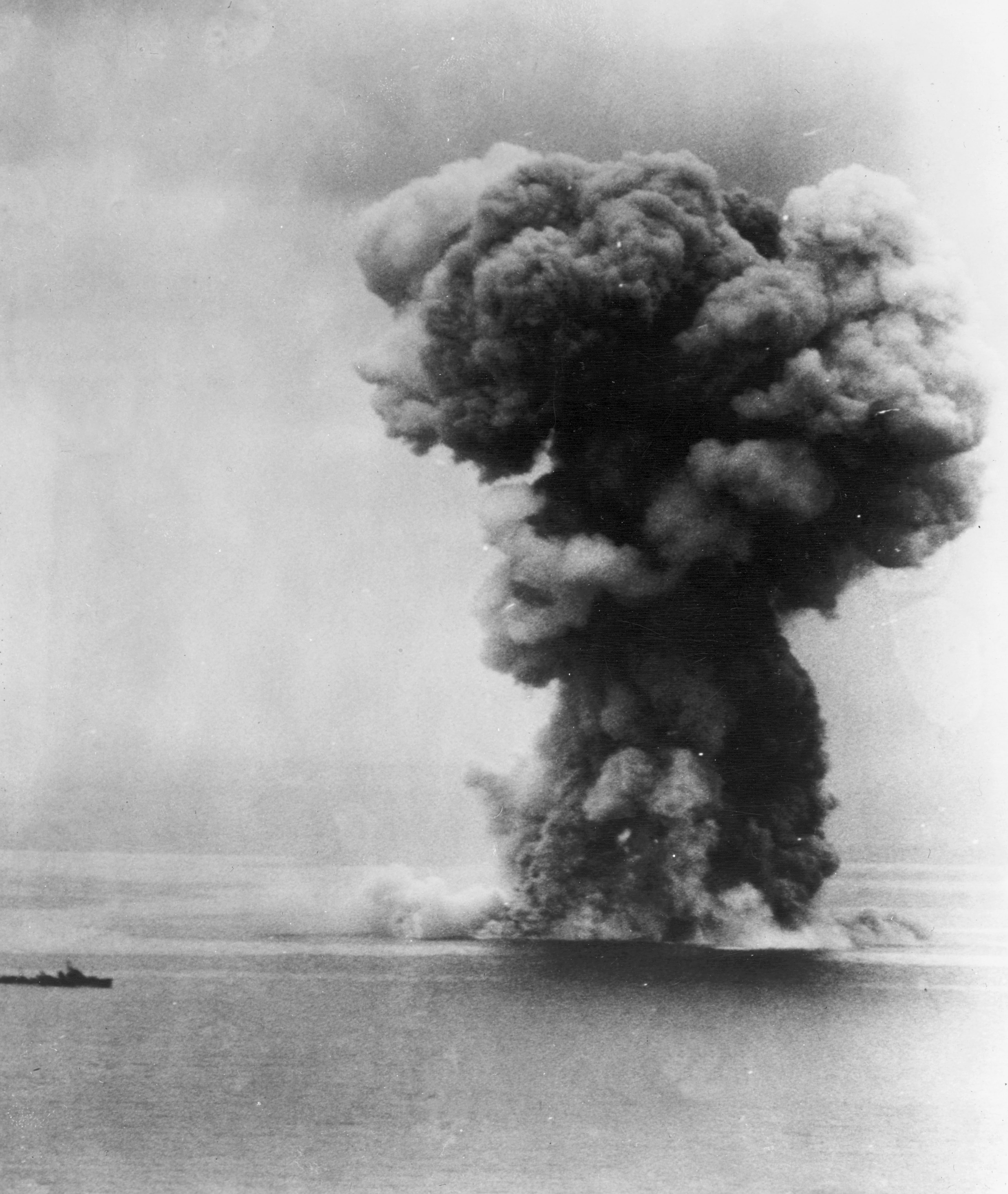
大和爆炸

4月6日16時、戰艦大和所屬的第1遊擊部隊於德山海域出擊。包括鏟鱘號的兩艘美軍潛水艇於豐後水道發現向南行駛的日本艦隊，向美艦隊發出通報。
4月7日破曉，日本艦隊通過大隅半島往沖繩行駛。日本艦隊中央順次為矢矧、大和，周圍1,500公尺由9隻驅逐艦經成輪形陣式，以20節推進。其後驅逐艦朝霜由於引擎故障而脫隊。美軍的偵察機開始追蹤日本艦隊。10時、發現日本艦隊向西方向前進，11時30分改為直向沖繩前進。
雖然美軍握有日本近海的制空權與制海權。但實際上日本第5航空艦隊（鹿屋基地）司令長官宇垣纏中將獨自命令零戰25架於4月7日擔當護衛至上午10時左右。

### 第1波攻擊
察知大和號出擊時，負責進攻沖繩的美第5艦隊司令長官雷蒙德·阿姆斯·斯普魯恩斯上將原意是進行戰艦決戰，但由於日本艦隊其後行蹤不明，最終決定由米切爾中將的第58機動部隊實行空中攻擊。
10時前後，於沖繩以東位置的8艘空母出動數波共約400架的攻擊隊。攻擊隊由F6F戰鬥機、F4U戰鬥機、SB2C俯冲轰炸机、TBF鱼雷攻击机組成。其他支援艦艇則準備於空中攻擊失敗的時候阻止日本艦隊前進。美軍攻擊隊約花了2小時由沖繩飛抵日本艦隊對空攻擊射程外集結包圍與組織。
第1波攻擊隊於12時30分開始攻擊。日本艦隊開始以速度25節作回避行動與對空戰鬥。大和約有150座對空火器。美國魚雷攻擊機集中向大和左舷发動攻击。12時46分，矢矧的轮机部分被魚雷擊中，無法航行。其後矢矧被至少6枚魚雷與12發炸彈命中。欲救助矢矧的磯風亦受到攻擊，重創後無法航行。矢矧於14時5分沉沒。第1波攻擊時大和被炸彈2發與魚雷1枚命中，造成速度下降，艦尾發生火災。涼月被重創而脫隊、濱風沉没。因轮机故障脫隊的朝霜更早在大和等被空襲之前已經被擊沉。

### 第2波、第3波攻擊
13時20分至14時15分間，第2波與第3波攻擊隊來襲。攻擊集中於大和號，大和至少被8枚魚雷與15颗炸彈命中。炸彈造成的損害導致對空射擊能力下降，魚雷集中命中左舷。13時33分向右舷的轮机室與鍋爐室注入水維持船身平衡，很多船員在不知情的狀況下被淹死。右舷轮机喪失與大量浸水使速度降至10節，低速前進的大和成為魚雷攻擊機的极好目標，攻擊集中於舵與船尾。
14時2分，伊藤中將下令棄船。14時5分，大和開始傾覆。伊藤中將與艦長有賀幸作大佐拒絕離艦。14時20分，大和開始沉沒。14時23分，大和彈藥庫爆炸。爆雲於200公里外的鹿兒島亦可目擊到。（30°22′N 128°04′E / 30.367°N 128.067°E）

### 尾聲
16時39分，第1游擊部隊指揮官下達救助乘員，返回佐世保的命令。在這場海戰中日本主力艦大和、輕巡矢矧、驅逐艦浜風被擊沉、霞與磯風無法航行而自沉。分離行動中的朝霜沉沒（全員戰死）。涼月於損失艦首後返回佐世保。损伤较小的驅逐艦冬月、雪風、初霜、響救助了大和生存者280名、矢矧生存者555名，磯風、濱風、霞生存者800名以上，載著生還者返回佐世保。約3,700人戰死。
美軍機有11架被對空砲火擊落，戰死者合計13名。有證言說美戰鬥機用機槍攻擊日軍海面生存者，但亦有證言說驅逐艦救助生存者期間美軍機沒有作出攻擊。
此次海戰期間，日本陸軍於沖繩向美艦隊發動攻擊。4月7日有大約120架飞机向美軍艦艇進行攻擊，其中大部份為特攻機。日軍在攻擊行動中損失飞机约100架。

## 海戰時序
| 4月5日 | 13:59           | 日軍第1遊擊部隊出擊準備命令。                                                                                                  |
| 4月6日 | 15:20           | 日軍第1遊擊部隊於德山海域出擊。                                                                                                |
|        | 19:45           | 第1警戒航行序列。 |
|        | 20:20           | 磯風號發現美潜水艦。 |
| 4月7日 | 06:00           | 第3警戒航行序列。 |
|        | 06:30           | 大和上唯一搭載的水上偵察機返航日本本土。                                                                                       |
|        | 06:57           | 朝霜（第21驅逐隊司令座船）由於機械故障脱隊。                                                                                   |
|        | 06:30-10:00左右 | 於奄美諸島近海部署的美海軍第58特混编队，出動作戰機約400架，分成第1攻擊隊與第2攻擊隊，依次出擊。                                |
|        | 10:00頃         | 日軍第1游擊部隊發現美軍2架飞机。其後，艦隊與作為攻擊隊先锋的F6F戰鬥機、F4U戰鬥機共10多架接觸，偽装航路中止，直往沖繩方向南下。 |
|        | 11:35頃         | 大和上搭載的對空雷達探測到100公里距離外有美軍艦上機的大編隊接近。                                                              |
|        | 12:15           | 大和以下各艦總員對空戰鬥配置完成。朝霜號推定於此時沉沒。                                                                       |
|        | 12:30頃         | 美攻擊隊的大編隊於雲間降下，開始與第1遊擊部隊接觸。                                                                            |
|        | 12:30           | 朝霜沉沒。 |
|        | 12:35頃         | 大和以下各艦對空戰鬥開始。 |
|        | 12:43           | 濱風沉沒。 |
|        | 14:05           | 矢矧沉沒。 |
|        | 14:20           | 大和全員撤出命令發報。 |
|        | 14:23           | 大和沉没（左舷側大傾斜、前後主砲彈火藥庫誘爆引起大爆炸而沉沒）。                                                               |
|        | 14:23           | 伊藤中將戰死，古村少將接掌日軍第1遊擊部隊指揮權。                                                                              |
|        | 14:25           | 美軍攻擊完結。 |
|        | 16:39           | 日軍下達作戰中止命令。 |
|        | 16:57           | 霞沉沒（日軍砲雷擊沉）。 |
|        | 17:42           | 初霜救起第2水雷戰隊司令官。 |
|        | 22:40           | 磯風由雪風用砲雷擊沉。 |
| 4月8日 |                 | 冬月、雪風、響、初霜及涼月返航佐世保軍港。                                                                                     |

## 影響
戰艦大和的出擊是日本海軍最後的大型作戰。作戰失敗等於宣佈日本海軍聯合艦隊的終結，亦是大艦巨砲時代的結局。殘存的艦艇其後幾乎沒再參與戰鬥。
涼月只進行了一些應急修理。冬月雖然修理好了，但1945年8月20日於門司觸水雷損壞。雪風幾乎沒有受傷直至戰爭結束。初霜於1945年7月30日在舞鶴近海觸雷沉沒。這是太平洋戰鬥中第129隻，亦是日本最後一隻沉沒的驅逐艦。而雪風號成為日本帝國海軍唯一倖存至戰後三十年的艦隻，後來移交給中華民國海軍，成為陽字號驅逐艦中的一艘艦船——「丹陽號」。

### 有關坊之岬海戰的電影
- 《戰艦大和》　原作：吉田滿，新東宝，1953年
- 《联合艦隊》　監督：松林宗惠、特技監督：中野昭慶，東宝，1981年
- 《男人們的大和》　原作：、監督：佐藤純彌，東映，2005年
- 《阿基米德大戰》　原作：三田紀房、監督：山崎貴，東宝，2019年

## 脚注
1. ↑  Jentshura and CombinedFleet.com. Abe, Saburo, Tokko Yamato Kantai (The Special Attack Fleet Yamato)", Kasumi Syuppan Co. 1995, a Japanese book which has apparently not been translated into English, gives the following breakdown in deaths for the Japanese in the operation: Yamato- 3056 killed, 276 survivors; Yahagi- 446 killed; Isokaze- 20 killed; Hamakaze- 100 killed; Yukikaze- 3 killed; Kasumi- 17 killed; Asashimo- 326 killed (all hands); Fuyuzuki- 12 killed; Suzutsuki- 57 killed.
2. ↑  後來考證實際上搭載了足夠全速來回沖繩與吳間4次的燃料量，不過這種算法是採直線航法所需燃料，對於出港後以迴避魚雷的之字航行以及戰鬥準備燃料來計算當時大和號燃料僅夠進行單程航行。
3. ↑  半藤一利 編『太平洋戦争 日本軍艦戦記』（文春文庫PLUS、2005年） ISBN 4-16-766-095-4 より